# René Potier
Pour les articles homonymes, voir Potier.
René Potier, dit « Potier le Jeune », est un maître écrivain français actif dans la seconde moitié du XVIIIe siècle.

## Biographie
Il fut reçu maître en la communauté des maîtres écrivains jurés le 3 novembre 1757. Il fut également maître d'écriture des Pages du prince de Conti, et « maître à écrire des Pages de S. A. R. Madame la Comtesse d'Artois ». Il fut membre de l'Académie royale d'écriture puis du Bureau académique d'écriture, où il est repéré en 1789.
Le roi Louis XV lui donna, ainsi qu'à Charles Paillasson, un brevet d'écrivain de son cabinet, pour les remercier de deux tableaux reçus de leur part le 22 novembre 1767.
Il avait épousé Renée Biard (qui se disait veuve le 4 décembre 1777.
Sous le nom de « Potier le Jeune, écrivain du Cabinet du Roi et Professeur d'écriture », il est cité dans les séances de l'Académie Royale d'écriture le 29 novembre 1774.
C'est probablement sont fils qui apparaît en 1789 (voir ci-dessus).

## Œuvres
- D'après Paillasson, il a tracé à l'or et signé « Potier le Jeune » un tableau présenté à l'Université le 10 novembre 1764 au nom de l'Académie royale d'écriture, qui renfermait l'éloge en vers de l'Université. Il fut placé dans la salle des assemblées au Collège Louis-le-Grand, et était destiné à remercier l'Université d'avoir arrêté que dorénavant seuls les maîtres écrivains pourraient enseigner l'écriture dans les collèges. Cette décision fut confirmée par un arrêt du Parlement de Paris du 29 décembre 1764. Potier reçut pour cet hommage le titre de Conseiller, l'œuvre fut ensuite reproduite par le graveur Aubin. Elle est visible sur Gallica.
- En 1767 il a collaboré avec Charles Paillasson à deux tableaux calligraphiés « où ils avoient renfermé les caractères d'écriture de tous les Peuples »[5].
- Ensuite, ces deux écrivains ont offert au roi (31 décembre 1773) un nouveau tableau intitulé Hommage au Roi[6].